# Katie Mactier
Katie Mactier née le 2 mars 1975 à Melbourne, est une coureuse cycliste australienne, active dans les années 2000. Durant sa carrière, elle participe à des compétitions sur route et sur piste. Elle est l'une des meilleures cyclistes de son pays dans les années 2000. Sa spécialité est la poursuite individuelle, où elle décroche un titre de championne du monde en 2005 et remporte de nombreuses médailles.

## Biographie
Katie Mactier commence sa carrière sur le tard en 1999 à l'âge de 24 ans, après avoir longtemps pratiquement le triathlon.  Auparavant, elle termine un diplôme en marketing au Welsley College de Melbourne.
En 2001, elle remporte le championnat d'Australie sur route. Elle devient championne nationale de poursuite individuelle et vice-championne du monde de la discipline en 2003, ce qui lui vaut d'être élue coureuse cycliste australienne de l'année.
Aux Jeux olympiques d'Athènes en 2004, elle établit un nouveau record du monde de la poursuite durant les qualifications. Celui-ci est battu par Sarah Ulmer en finale, relégant Mactier à la deuxième place.
En 2005, elle remporte le championnat du monde et la Coupe du monde de poursuite, et est à nouveau élue coureuse cycliste australienne de l'année.  En 2006, elle remporte la poursuite aux Jeux du Commonwealth.
En 2008, lors de l'épreuve de poursuite des Jeux olympiques de Pékin, elle est dépassée par la future médaillée d'or Rebecca Romero et termine finalement septième. Elle met un terme à sa carrière de cycliste à l'issue de la compétition.
Elle s'est mariée au cycliste néo-zélandais Greg Henderson et vivait à Gérone. En 2009, le couple annonce la naissance d'une fille. En 2017, Mactier et Henderson vivent avec leurs deux enfants à Boulder (Colorado), aux États-Unis. 
En 2017, Kate Mactier est intronisée au Temple de la renommée de Cycling Australia.

## Palmarès sur route
- 2000
  - Tour de Bright
- 2001
  -  Championne d'Australie sur route
- 2003
  - Trofeo Guareschi
  - Classement final du Nature Valley Grand Prix
  - Classement final du Fitchburg Longsjo Classic
  - 3e étape du Geelong Tour[réf. souhaitée][3].
- 2004
  - 1re étape du Geelong Tour
- 2006
  - 1re et 2e étapes du Bay Classic
  - Classement final du Bay Classic
- 2007
  -  Championne d'Australie sur route

## Palmarès sur piste
- 2003
  -  Championne d'Australie de poursuite individuelle
  -  Vice-championne du monde de poursuite individuelle
- 2004
  -  Médaillée d'or de la poursuite individuelle aux Jeux océaniques
  -  Vice-championne du monde de poursuite individuelle
  -  Médaillée d'argent de la poursuite individuelle aux Jeux olympiques
- 2005
  -  Championne du monde de poursuite individuelle
- 2006
  -  Championne d'Australie de poursuite individuelle
  -  Médaillée d'or de la poursuite individuelle aux Jeux du Commonwealth
  -  Médaillée d'or de la poursuite individuelle aux Jeux océaniques
  -  Médaillée de bronze de la poursuite individuelle aux championnats du monde
- 2007
  -  Championne d'Australie de poursuite individuelle
  -  Médaillée de bronze de la poursuite individuelle aux championnats du monde
- 2008
  -  Médaillée de bronze de la poursuite individuelle aux championnats du monde

## Distinctions
- Cycliste sur piste australienne de l'année en 2003 et 2005[4]
- Temple de la renommée du cyclisme en Australie